# Црвена Црква
Црвена Црква је насеље у Србији, у општини Бела Црква, у Јужнобанатском округу. Према попису из 2022. било је 600 становника. Овде се налази ФК Војводина Црвена Црква.

## Географски положај
Црвена Црква се налази на ободу белоцркванског проширења, западно од Беле Цркве, на путу за Вршац, Зрењанин, Нови Сад и Београд. Такође је асфалтним путем повезана са Врачев Гајем.

## Историја
Црвена Црква је настала још за време Велике Сеобе Срба. Први пут се помиње још 1660. године под називом Чрвена Црква, а у току своје историје често је мењала име.
Садашња Благовештенска црква у византијском стилу изграђена је 1912. године, радове је извео дипломирани грађевинар Павле Јосимовић из Панчева, по пројекту архитекте Миливоја Матића из Новог Сада. Црвеначка црква и наизглед "црвена" је 2002. године обележила је деведесет година постојања.
Село Црвена Црква (мађарски: Vöröstemplom; немачки: Rotkirchen) једно је од најстаријих насеља на подручју општине Бела Црква. О његовој старини сведочи чињеница да је оно постојало, на истом месту, и пре чувене велике сеобе Срба 1690. године под вођством патријарха Арсенија Црнојевића (Чарнојевића). У писаним, пак, изворима Црвена Црква забележена је већ 1660. године, и то под именом Чрвена Црква. Када је село основано, и за чије се име оснивање везује, тешко је поуздано рећи. Ни најновије едиције из мађарских и турских архива, у том правцу, нису дале очекиване резултате.
Када је 1774. године аустријски царски ревизор Ерлер саставио извештај за Црвену Цркву констатовао је да припада Јасеновачком округу, Новопаланачког дистрикта. Место је милитарског статуса а становништво је српско.
Село се налази на ободу белоцркванског проширења, западно од Беле Цркве, на путу за Вршац, Зрењанин, Нови Сад и Београд. Данас Црвена Црква има 256 кућа и 806 становника.

### Легенда о постанку Црвене Цркве
Будући да историјски извори, по овом питању, ћуте, то је народна традиција релативно развијена и богата. Наиме, пре неког времена били смо у прилици да прибележимо једну, чини нам се, врло занимљиву легенду која говори о постанку овог села, као и значењу његовог имена. Иста дословце гласи: “У време једне од, иначе бројних, српских бежанија из старе Херцеговине, испред турског зулума и освете, на ове просторе питомог Баната избегли су, уз остале, три брата по имену Андрија, Белија и Радосав. Заједничка крсна слава беше им Свети Пантелејмон Великомученик (9. август). Крајолик, где ће основати своје ново станиште, беше обрастао столетном церовом дубравом (шумом). Пошто су претходно рашчистили терен од шумског растиња, приступили су градњи својих породичних кућа — брвнара, будући да је дрвене грађе било у изобиљу. Као прави богобојажљиви хришћани, убрзо су изградили, у новооснованом насељу, и своју прву богомољу (цркву) од церових брвана. Па када би их когод, од околног д о м о р о д а ч к о г становништва, приупитао “Где сте се то настанили?”, браћа би, без размишљања, одговарала “Код церове цркве!“.
Тако насеље, у почетку, доби име Церова Црква. Временом, оно је промењено у Чрвена Црква, да би коначно добило данашњи назив Црвена Црква”. У истој се легенди, даље, казује: “Ходом времена од Андрије наста род (фамилија) Андрејићи, од Белије Белчини и од Радосава Радосављевићи”. Мишљења смо да ову занимљиву легенду, као и неке друге, не би требало олако одбацити, будући да она у себи садржи и неке веродостојне елементе, који могу одолети суду историјске критике. Наиме, у Црвеној Цркви још увек постоје, после толико прохујалих векова, родови (фамилије) Андрејићи (8 нумери) и Радосављевићи (3 нумере). Род Белчини је, како нам се чини, изумуро у првој половини 18. века с обзиром да су сачуване матичне књиге села, установљене 1794. године, не помињу. Занимљиво је, с тим у вези, да један огранак Андрејића, још увек носи надимак (шпицнамен) “Белчини”. Родови Андрејићи и Радосављевићи за своју славу и данас имају Св. Пантелејмона, што, несумњиво, указује на њихово негдашње крвно сродство, а горе реченој легенди даје историјску тежину.

### Црквено-општински летопис
По државном шематизму православног клира у Угарској, из 1846. године, у месту "Цервена Церква" православно парохијско звање је основано и црквене матрикуле се уредно воде од 1794. године. У насељу је српска православна црква посвећена празнику Благовестима, грађена 1756. године, у византијском стилу. Парохијана је те 1846. године било 807, а парох беше поп Михаил Поповић. У Црвеној Цркви било је тада 55 ђака, којима је предавао учитељ Никола Марјановић.
Православна црква у Црвеној Цркви је више пута оправљана, пре него што је подигнута нова у 20. веку. Црквени лист је објавио два стечаја, који се односе на то. Прво је 26. августа 1897. године расписана лицитација на мањак, да би се радило на црквеном крову. Посла је било за мајсторе дунђерина и покривача цигелдекера. На кровну површину од 220 m² требало је поставити 10.000 комада новог црепа. Такође је ту било речи о 50 "поклоница" (лонаца), 30 паковања баскија, те ексерима и кречу. Буџет те оправке био је по предрачуну 202 ф. Следеће, 1898. године радило се на опет на крову. Расписана је нова усмена драџба, 26. јула. Сада је било планирано да се покрије црква лимом (можда торањ?)и још један зидарски посао унутра. Буџет је сада много већи, и износио 1221 ф. Услове је гарантовао потписом председник тамошње црквене општине Милан Рајић.
По српском извору из 1905. године види се да је Црвена Црква мада мало место - велика општина. Ту живи 1053 становника, у 208 домоа. Срби стоје по броју душа 97%, а по иметку само 50% од укупног броја и поседа. Пошта и телеграф или брзојав су у месту, а ту је жељезничка станица. Парохија је шесте најниже платежне класе, без парохијског дома, мада има чак 107 кј црквено-општинске земље и две закладе. Закладу за спомињање током богослужења, створила је Катарина Вујичић са поклоњених 36 ланаца земље. Друга заклада је у ствари Фонд за оснивање вероисповедне школе, са главницом од 2000 к. Председник црквене општине је тада Јоца Пауновић, а перовођа Сава Беатура учитељ. Црква је у добром стању, али не зна се зашто - црквена слава се не одржава, а "писарна и архива нису сређени". Месни парох је стари поп Јован Поповић рођ. 1832. године у банатској Суботици, који ту службује већ 44 лета. Црвеначка школа је од 1872. године подржављена, постала комунална. Школско здање је прописно грађено са две учионице (дворнице). Учитељско тело тада чине у месту, учитељ Сава Беатура и његова супруга Катица Беатура рођ. Бошковић, који су стално намештени. Број школске деце је: њих 123 похађа редовну наставу, а 57 посећује недељну или пофторну школу.

## Демографија
У насељу Црвена Црква живи 572 пунолетна становника, а просечна старост становништва износи 39,0 година (38,4 код мушкараца и 39,5 код жена). У насељу има 251 домаћинство, а просечан број чланова по домаћинству је 2,90.
Ово насеље је великим делом насељено Србима (према попису из 2002. године), а у последња три пописа, примећен је пад у броју становника.
|  |

| Демографија | Демографија | Демографија |
| Година      | Становника  | Становника  |
| ----------- | ----------- | ----------- |
| 1948.       | 887         |             |
| 1953.       | 901         |             |
| 1961.       | 855         |             |
| 1971.       | 817         |             |
| 1981.       | 842         |             |
| 1991.       | 799         | 737         |
| 2002.       | 729         | 805         |

| Етнички састав према попису из 2002.‍ | Етнички састав према попису из 2002.‍ | Етнички састав према попису из 2002.‍ | Етнички састав према попису из 2002.‍ | Етнички састав према попису из 2002.‍ |
| ------------------------------------ | ------------------------------------ | ------------------------------------ | ------------------------------------ | ------------------------------------ |
|                                      |                                      |                                      |                                      |                                      |
| Срби                                 | Срби                                 |                                      | 685                                  | 93,96%                               |
| Роми                                 | Роми                                 |                                      | 11                                   | 1,50%                                |
| Хрвати                               | Хрвати                               |                                      | 6                                    | 0,82%                                |
| Мађари                               | Мађари                               |                                      | 4                                    | 0,54%                                |
| Македонци                            | Македонци                            |                                      | 3                                    | 0,41%                                |
| Чеси                                 | Чеси                                 |                                      | 2                                    | 0,27%                                |
| Словаци                              | Словаци                              |                                      | 1                                    | 0,13%                                |
| Румуни                               | Румуни                               |                                      | 1                                    | 0,13%                                |
| Немци                                | Немци                                |                                      | 1                                    | 0,13%                                |
| Југословени                          | Југословени                          |                                      | 1                                    | 0,13%                                |
| непознато                            | непознато                            |                                      | 13                                   | 1,78%                                |

| Година пописа     | 1948. | 1953. | 1961. | 1971. | 1981. | 1991. | 2002. |
| ----------------- | ----- | ----- | ----- | ----- | ----- | ----- | ----- |
| Број домаћинстава | 236   | 240   | 234   | 222   | 246   | 251   | 251   |

| Број чланова      | 1  | 2  | 3  | 4  | 5  | 6  | 7 | 8 | 9 | 10 и више | Просек |
| ----------------- | -- | -- | -- | -- | -- | -- | - | - | - | --------- | ------ |
| Број домаћинстава | 49 | 68 | 40 | 61 | 20 | 12 | 0 | 1 | 0 | 0         | 2,90   |

| Пол    | Укупно | Неожењен/Неудата | Ожењен/Удата | Удовац/Удовица | Разведен/Разведена | Непознато |
| ------ | ------ | ---------------- | ------------ | -------------- | ------------------ | --------- |
| Мушки  | 297    | 81               | 186          | 17             | 11                 | 2         |
| Женски | 302    | 38               | 186          | 60             | 13                 | 5         |
| УКУПНО | 599    | 119              | 372          | 77             | 24                 | 7         |

| Пол    | Укупно                    | Пољопривреда, лов и шумарство | Рибарство                            | Вађење руде и камена | Прерађивачка индустрија       |
| ------ | ------------------------- | ----------------------------- | ------------------------------------ | -------------------- | ----------------------------- |
| Мушки  | 143                       | 67                            | 0                                    | 4                    | 19                            |
| Женски | 91                        | 54                            | 0                                    | 0                    | 14                            |
| УКУПНО | 234                       | 121                           | 0                                    | 4                    | 33                            |
| Пол    | Производња и снабдевање   | Грађевинарство                | Трговина                             | Хотели и ресторани   | Саобраћај, складиштење и везе |
| Мушки  | 0                         | 3                             | 8                                    | 1                    | 8                             |
| Женски | 0                         | 1                             | 7                                    | 1                    | 0                             |
| УКУПНО | 0                         | 4                             | 15                                   | 2                    | 8                             |
| Пол    | Финансијско посредовање   | Некретнине                    | Државна управа и одбрана             | Образовање           | Здравствени и социјални рад   |
| Мушки  | 0                         | 0                             | 14                                   | 1                    | 0                             |
| Женски | 1                         | 0                             | 3                                    | 7                    | 0                             |
| УКУПНО | 1                         | 0                             | 17                                   | 8                    | 0                             |
| Пол    | Остале услужне активности | Приватна домаћинства          | Екстериторијалне организације и тела | Непознато            | Непознато                     |
| Мушки  | 2                         | 0                             | 0                                    | 16                   | 16                            |
| Женски | 1                         | 0                             | 0                                    | 2                    | 2                             |
| УКУПНО | 3                         | 0                             | 0                                    | 18                   | 18                            |